# 陆磊
陆磊（1970年11月—），男，汉族，江苏常州人，中共党员，北京大学光华管理学院国民经济计划与管理专业硕士研究生、中国人民银行研究生部金融学专业经济学博士学位。中华人民共和国政治人物。曾任广东金融学院校长、中国人民银行研究局局长、中国人民银行金融稳定局局长。现任中国人民银行副行长、党委委员。